# Ruisseau de Combejean
Pour les articles homonymes, voir Gane.
Le ruisseau de Combejean, ou ruisseau de la Gane dans sa partie amont, est un ruisseau français du Massif central qui coule dans le département de la  Corrèze.

## Géographie
Pour le Sandre, le ruisseau de Combejean est un seul cours d'eau qui, sur les cartes du Géoportail, porte dans sa partie amont le nom de ruisseau de la Gane.
IL prend sa source vers 468 mètres d'altitude, sur la commune d'Albussac, près du lieu-dit la Pierre Courte, un kilomètre au nord-est du bourg de Neuville. Il passe successivement sous les routes départementales (RD) 169 et 83. À 600 mètres au sud du lieu-dit le Claux, il entre dans une vallée encaissée qui, jusqu'à sa confluence, devient de plus en plus profonde (jusqu'à 200 mètres de profondeur). Deux kilomètres en aval de l'entrée dans la vallée encaissée, il passe à environ 200 mètres à l'est du lieu-dit Combe Jean qui lui donne son nom.
Cinquante mètres après être passé sous la RD 12, il se jette dans la Dordogne en rive droite, à 158 mètres d'altitude, sur la commune de Monceaux-sur-Dordogne, près de quatre kilomètres au sud-sud-ouest du bourg, au lieu-dit le Moulin de Vaurette.
S'écoulant globalement du nord-nord-ouest vers le sud-sud-est, l'ensemble ruisseau de la Gane-ruisseau de Combejean est long de 11,03 km. Avec un dénivelé de 310 mètres, sa pente moyenne s'établit à 28,11 mètres par kilomètre.

### Communes et département traversés
L'ensemble ruisseau de la Gane-ruisseau de Combejean arrose trois communes de l'arrondissement de Tulle dans le département de la Corrèze, soit d'amont vers l'aval : Albussac (source), Neuville et Monceaux-sur-Dordogne (confluence avec la Dordogne).

### Affluents et nombre de Strahler
Parmi les quatre affluents du ruisseau de Combejean répertoriés par le Sandre, aucun ne porte de nom et ne dépasse les trois kilomètres de longueur : un en rive gauche long de 1,1 km qui prend sa source au sud-est de Bros, et trois en rive droite, longs de 2,62 km qui passe au moulin de la Mette, 1,75 km qui prend sa source au sud de la base de loisirs aériens des Chansèves et 1,25 km. Chacun d'entre eux n'arrose qu'une seule commune : Monceaux-sur-Dordogne pour les trois premiers,, et Neuville, qui prend sa source au sud du bourg de Neuville, pour le dernier.
Aucun de ces affluents n'ayant d'affluent, le nombre de Strahler du ruisseau de Combejean est donc de deux.
D'après la carte du Géoportail, les affluents sont bien plus nombreux : 21 en rive gauche et huit en rive droite. Plusieurs d'entre eux ont des affluents, voire des sous-affluents, ce qui augmenterait le nombre de Strahler à quatre, si le Sandre les prenait en compte.

### Bassin versant
Le bassin versant du ruisseau de Combejean fait partie de la zone hydrographique : « La Dordogne du confluent de la Maronne au confluent du Foulissard », au sein du bassin DCE beaucoup plus étendu « La Garonne, l'Adour, la Dordogne, la Charente et les cours d'eau côtiers charentais et aquitains ». Le bassin versant est limité aux trois seules communes baignées par le ruisseau.

## Environnement
À sa confluence avec la Dordogne, le ruisseau de Combejean débouche à la fois sur la zone Natura 2000 « vallée de la Dordogne sur l'ensemble des son cours et affluents », protégée au titre de la directive habitats, et la zone naturelle d'intérêt écologique, faunistique et floristique (ZNIEFF) de type 2 « vallée de la Dordogne », dont les périmètres sont, à cet endroit, identiques.